# Zimní olympijské hry 1964
Zimní olympijské hry 1964 (oficiálně IX. zimní olympijské hry) probíhaly od 29. ledna do 9. února v rakouském Innsbrucku.
Pořádání her bylo Innsbrucku svěřeno na zasedání Mezinárodního olympijského výboru v Mnichově 26. května 1959. Innsbruck získal 46 hlasů, jeho protikandidáty byli Calgary (12 hlasů) a Lahti (jeden hlas).
Her se zúčastnilo celkem 36 zemí. Naposledy závodili sportovci NDR a NSR za jedno družstvo. Nejvíce medailí získali sportovci ze Sovětského svazu.
Závody v severské kombinaci probíhaly v lyžařském středisku v Seefeldu, obdobně také ještě v roce 1976.

## Kalendář soutěží
Novým olympijským sportem se v Innsbrucku stala jízda na saních. Na program přibyla také soutěž skokanů na velkém můstku a běh žen na pět kilometrů. Ukázkovým sportem byla metaná.
| ÚC | Úvodní ceremoniál | ● | Soutěžní den disciplíny | 1 | Finále disciplíny |  | Ukázkové disciplíny | ZC | Závěrečný ceremoniál |

| Leden/Únor         | 29. St | 30. Čt | 31. Pá | 1. So | 2. Ne | 3. Po | 4. Út | 5. St | 6. Čt | 7. Pá | 8. So | 9. Ne | Finále |
| ------------------ | ------ | ------ | ------ | ----- | ----- | ----- | ----- | ----- | ----- | ----- | ----- | ----- | ------ |
| Ceremoniály        | ÚC     |        |        |       |       |       |       |       |       |       |       | ZC    |        |
| Alpské lyžování    |        | 1      |        | 1     | 1     | 1     |       |       | 1     |       | 1     |       | 6      |
| Běh na lyžích      |        | 1      |        | 1     | 1     |       |       | 2     |       | 1     | 1     |       | 7      |
| Biatlon            |        |        |        |       |       |       | 1     |       |       |       |       |       | 1      |
| Boby               |        |        | ●      | 1     |       |       |       |       | ●     | 1     |       |       | 2      |
| Krasobruslení      | 1      | ●      | ●      |       | 1     | ●     | ●     |       | 1     |       |       |       | 3      |
| Lední hokej        | ●      | ●      | ●      | ●     | ●     | ●     | ●     | ●     | ●     | ●     | ●     | 1     | 1      |
| Metaná             |        |        |        |       |       |       |       |       |       |       | ●     | ●     | 0      |
| Rychlobruslení     |        | 1      | 1      | 1     | 1     |       | 1     | 1     | 1     | 1     |       |       | 8      |
| Saně               |        | ●      | ●      |       |       | 2     |       | 1     |       |       |       |       | 3      |
| Severská kombinace |        |        |        |       | ●     | 1     |       |       |       |       |       |       | 1      |
| Skoky na lyžích    |        |        | 1      |       |       |       |       |       |       |       |       | 1     | 2      |
| Celkem disciplín   | 1      | 3      | 2      | 4     | 4     | 4     | 2     | 4     | 3     | 3     | 2     | 2     | 34     |
| Kumulativní součet | 1      | 4      | 6      | 10    | 14    | 18    | 20    | 24    | 27    | 30    | 32    | 34    |        |

## Počet medailí podle údajů mezinárodního olympijského výboru
Medaile získalo čtrnáct ze třiceti šesti výprav (západní a východní Německo se počítají dohromady jako součást Společného německého družstva). Poprvé v historii skončil bez medaile Švýcaři. Severní Korea při svém debutu na zimní olympiádě získala stříbro díky rychlobruslařce Han Pchil-hwa.
| Pořadí | Země                           | Zlato | Stříbro | Bronz | Celkem |
| 1      | Sovětský svaz (URS)            | 11    | 8       | 6     | 25     |
| 2      | Rakousko (AUT)                 | 4     | 5       | 3     | 12     |
| 3      | Norsko (NOR)                   | 3     | 6       | 6     | 15     |
| 4      | Finsko (FIN)                   | 3     | 4       | 3     | 10     |
| 5      | Francie (FRA)                  | 3     | 4       | 0     | 7      |
| 6      | Tým sjednoceného Německa (EUA) | 3     | 3       | 3     | 9      |
| 7      | Švédsko (SWE)                  | 3     | 3       | 1     | 7      |
| 8      | Spojené státy americké (USA)   | 1     | 2       | 3     | 6      |
| 9      | Nizozemsko (NED)               | 1     | 1       | 0     | 2      |
| 10     | Kanada (CAN)                   | 1     | 0       | 2     | 3      |
| 11     | Velká Británie (GBR)           | 1     | 0       | 0     | 1      |
| 12     | Itálie (ITA)                   | 0     | 1       | 3     | 4      |
| 13     | Severní Korea (PRK)            | 0     | 1       | 0     | 1      |
| 14     | Československo (TCH)           | 0     | 0       | 1     | 1      |
| Celkem | Celkem                         | 34    | 38      | 31    | 103    |

## Události her
- Před zahájením olympiády zahynul při tréninku britský sáňkař Kazimierz Kay-Skrzypeski a australský sjezdař Ross Milne. Jejich památka byla uctěna minutou ticha při slavnostním zahájení na stadionu Bergisel. Domácí sjezdař Josef „Josl“ Rieder pak zapálil olympijský oheň přinesený z Olympie, prezident Adolf Schärf pronesl zahajovací formuli a Vídeňští filharmonikové zahráli skladby Ludwiga van Beethovena a Wolfganga Amadea Mozarta.
- Hry byly poznamenány nezvykle teplým počasím. Musela vypomoci rakouská armáda a navozit na sportoviště z okolí Brennerského průsmyku čtyřicet tisíc krychlových metrů sněhu.[1]
- Nejúspěšnější účastnicí byla Lidija Skoblikovová, která vyhrála všechny čtyři závody rychlobruslařek. Švédský běžec na lyžích Sixten Jernberg zde rozšířil svou medailovou sbírku na devět exemplářů a stal se nejúspěšnějším účastníkem zimních olympiád. V soutěži slalomářek obsadily první dvě místa francouzské sestry Christine Goitschelová a Marielle Goitschelová.
- Kanadská hokejová reprezentace skončila poprvé v historii bez medaile. Před turnajem bylo stanoveno, že v případě rovnosti bodů rozhodne o umístění bilance ze vzájemných utkání „silné čtyřky“, aby se předešlo machinacím v zápasech proti týmům druhého výkonnostního sledu. Až v průběhu posledního kola bylo toto pravidlo zrušeno jako odporující Olympijské chartě, podle níž jsou si všichni účastníci rovni. Českoslovenští hokejisté se tak až dodatečně dozvěděli, že podle nového počítání se dostali před Kanadu na třetí místo.[2]
- Italský bobista Eugenio Monti obdržel Coubertinovu medaili za nezištnou pomoc britskému bobu, kvůli níž přišel o zlatou medaili.
- Poprvé v historii zimních olympiád byla překročena hranice miliónu diváků.[3]
- Innsbrucká sportoviště byla využita také při Zimních olympijských hrách 1976, kdy se americký Denver na poslední chvíli vzdal pořadatelství.